# Agrotis repleta
Agrotis repleta là một loài bướm đêm trong họ Noctuidae.